# Scabrosidama serratichelis
Scabrosidama serratichelis is een hooiwagen uit de familie Assamiidae.